# 近藤光世
近藤 光世（こんどう みつよ、1977年9月10日 - ）は、日本の女性声優。大阪府出身。

## 人物
かつては81プロデュースに所属していた。
声種はメゾソプラノ。
特技は歌うこと、文章を書くこと、ホームページ作成。

## 出演

### テレビアニメ
2002年
- アソボット戦記五九（巨人女の妹、忍者）
- .hack//SIGN（美咲、プチグソ、女戦士A）
- 爆闘宣言ダイガンダー（係員、チアガール、受付）
- ポケットモンスター サイドストーリー（トウコ）
- ロックマンエグゼ（ウェイトレスB）

2003年
- 京極夏彦 巷説百物語
- 金色のガッシュベル!!（2003年 - 2004年、女、美女）
- とっとこハム太郎（女の子B）
- .hack//黄昏の腕輪伝説
- まっすぐにいこう。（2003年 - 2004年、少年1、生徒） - 2シリーズ

2004年
- 恋風（女子高生）
- 魁!!クロマティ高校（子供A）
- NARUTO -ナルト-（おねーさん）
- MADLAX（女学生）
- マリア様がみてる（生徒）
- わがまま☆フェアリー ミルモでポン! わんだほう（女生徒）

### OVA
- がぁーでぃあんHearts（少女）
- .hack//SIGN（2003年、美咲）

### ドラマCD
- .hack//SIGN（美咲）

### ゲーム
- ユーディーのアトリエ 〜グラムナートの錬金術士〜（2002年、クリスタ・シュルツェ[4]）
- 大正もののけ異聞録（2003年、真奈井四季）
- ヴィオラートのアトリエ 〜グラムナートの錬金術士2〜（2003年、ミーフィス・プァルツ）

### シリーズ一覧
1. ↑  第1期（2003年）、第2期（2004年）